# Rotem (Izrael)
Rotem (hebr.: רותם) – wieś położona w samorządzie regionu Bika’at ha-Jarden, w Dystrykcie Judei i Samarii, w Izraelu.
Leży w Dolinie Jordanu, na północ od miasta Jerycho.

## Historia
Osadę założyli w 2001 żydowscy osadnicy. Wieś zamieszkuje 15 rodzin w których wychowuje się 40 dzieci.